# Новий Карамбай
Новий Карамба́й (рос. Новый Карамбай) — присілок в Можгинському районі Удмуртії, Росія.
Урбаноніми:
- вулиці — Миру, Праці

## Населення
Населення — 16 осіб (2010; 31 в 2002).
Національний склад станом на 2002 рік:
- удмурти — 94 %